# Capsien

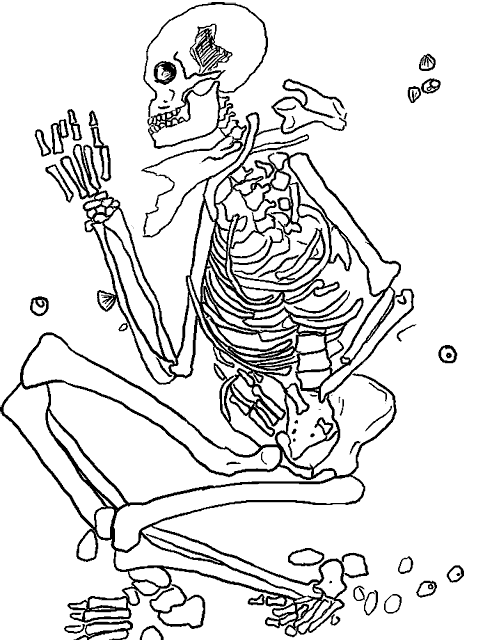
Een Capsien-skelet (hurkgraf) uit Tunesië

Het Capsien (genoemd naar de stad Gafsa in Tunesië) was een Epipaleolithische cultuur van de Maghreb, die duurde van ongeveer 10.000 tot 6.000 v. Chr. Ze volgde op het Atérien en Ibéromaurusien. De naam werd voor het eerst gebruikt door de Franse archeoloog Jacques de Morgan in 1909.
De cultuur was geconcentreerd in het huidige Tunesië en Algerije, met sommige vindplaatsen tot in het zuiden van Spanje en Sicilië. Ze wordt traditioneel verdeeld in twee horizonten, de Capsien typique (klassiek Capsien) en Capsien superieur (laat-Capsien). Zij vertegenwoordigen varianten van eenzelfde traditie, de verschillen zijn zowel typologisch als technologisch.
Tijdens deze periode was de Maghreb een open savanne, met op grotere hoogte mediterrane bossen. Het Capsien-dieet omvatte een grote verscheidenheid aan dieren, variërend van oerossen en hartenbeesten tot hazen en slakken. Bij de chotts (zoutmeren) zijn zogenaamde køkkenmøddinger gevonden, grote afvalbergen met resten van schaaldieren zoals ook bekend van de kusten van Europa. Er is weinig bewijs met betrekking tot de gegeten planten. Tijdens het erop volgende neolithicum is er op één vindplaats bewijs voor gedomesticeerde, waarschijnlijk geïmporteerde, geiten of schapen.
Anatomisch waren de Capsien-populaties moderne Homo sapiens, traditioneel op basis van schedelvorm ingedeeld in twee types: een oorspronkelijk, meer archaïsch type (Mechta-Afalou) en een oostelijk mediterraan type.
Door een aantal historische taalkundigen wordt de Capsien-cultuur geïdentificeerd als een mogelijke voorouder van de sprekers van de moderne Berbertalen.
Er is weinig bekend over de religieuze gebruiken, maar hun begrafenismethoden wijzen op een geloof in een leven na de dood. Decoratieve kunst is op grote schaal te vinden, met inbegrip van figuratieve en abstracte rotskunst. Rode oker werd gebruikt voor het kleuren van gereedschappen en lichamen. Struisvogel-eierschalen, vaak versierd met inkervingen, werden gebruikt om kralen en kommen te maken, schelpen werden gebruikt voor halskettingen.
De tijdens het voorafgaande Ibéromaurusien voorkomende praktijk van het verwijderen van de centrale snijtanden werd voortgezet, hoewel zeldzamer.

## Sahara-regentijd
Tijdens het late Capsien begon in de Sahara het Holoceen subpluviaal ofwel de neolithische regentijd (7700 v.Chr. tot 2500 v.Chr.). 
Meer zuidelijk in de huidige Ténéréwoestijn vindt men van 7700–6200 v.Chr. de Kiffian-cultuur, de dragers waarvan in grote mate van hetzelfde Noord-Afrikaanse archaïsche mensentype waren.
Na een droge periode volgde hier 5200–2500 v.Chr. de Tenerian-cultuur, herdersvolken van een geheel ander lichtgebouwd type, waarschijnlijk van de boven-Nijl afkomstig. Ook de bevolking van Noord-Afrika werd deel van dit Sahara-neolithicum.